# Biesbosch Bezoekerscentrum Drimmelen

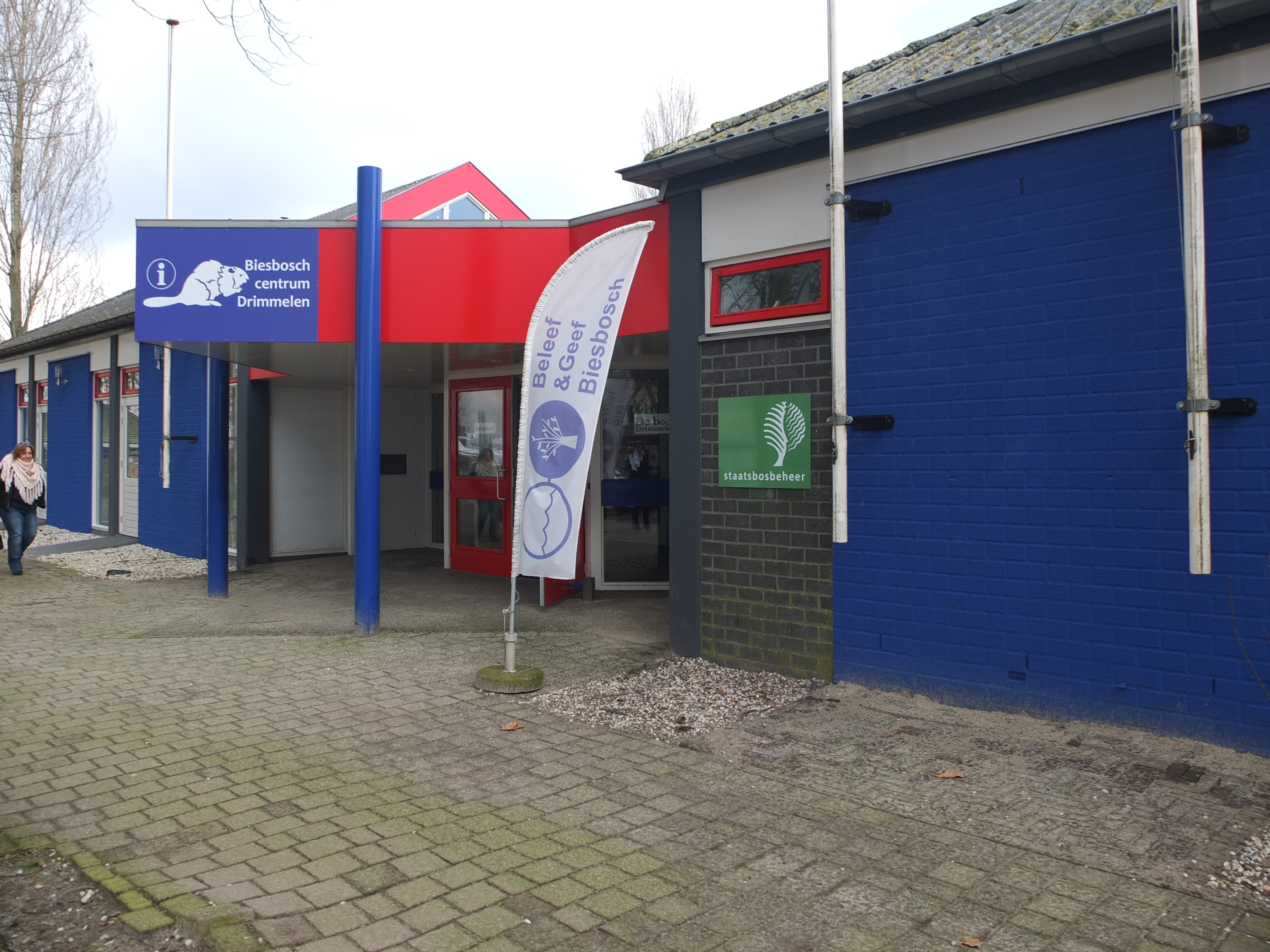
Biesbosch Bezoekerscentrum Drimmelen

Het Biesbosch Bezoekerscentrum Drimmelen is een bezoekerscentrum van Staatsbosbeheer gelegen bij de haven van Drimmelen.
Het bezoekerscentrum heeft een tentoonstellingsruimte over de Biesbosch. Aan bod komen de geschiedenis, de flora en de fauna. Het heeft een nagebouwde beverburcht voor kinderen. Het heeft ook een speciale educatie-afdeling voor groepen en scholen.
Er zijn diverse georganiseerde wandel- en boottochten te reserveren. Het heeft een kleine winkel met informatie.